# Power League 64
Power League 64 (パワーリーグ64) est un jeu vidéo de baseball sorti en 1997 sur Nintendo 64 uniquement au Japon. Le jeu a été développé et édité par Hudson Soft.